# Aldo Ghira
Aldo Ghira (né le 4 avril 1920 à Trieste, mort le 13 juillet 1991 à Rome) est un joueur de water-polo et un nageur italien, champion olympique en 1948 à Londres.